# Nevengeul

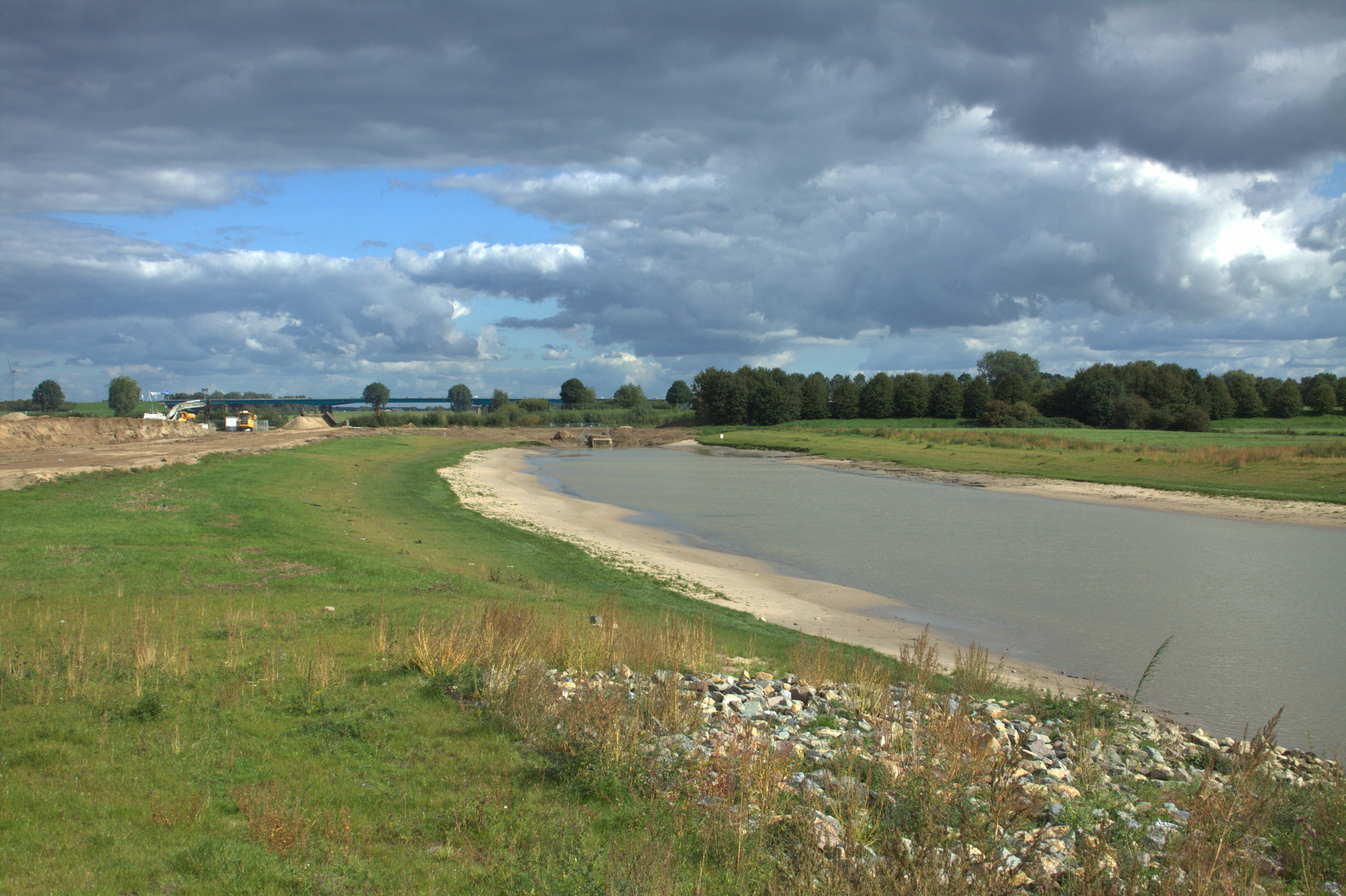
Nevengeul langs de Lek bij Vianen

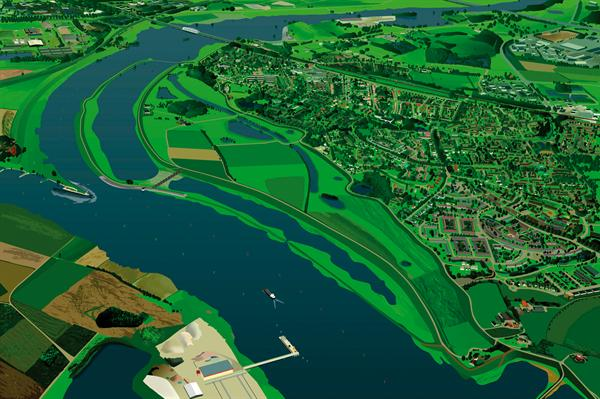
Hoogwatergeul Hondsbroeksche Pleij

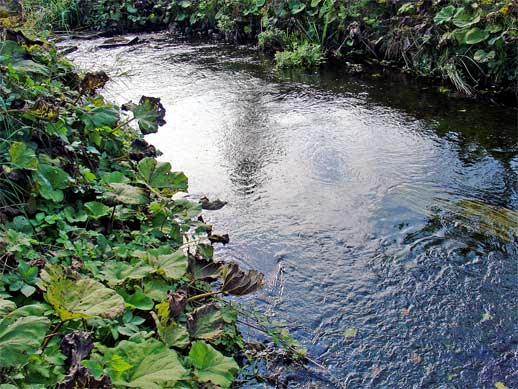
Nevengeul van de Schipbeek in Overijssel

Een nevengeul is een min of meer parallel aan de hoofdstroom van een rivier of beek lopende watergang. Rivieren in Nederland bestonden er vroeger voor een belangrijk deel uit. Oude nevenlopen zijn door menselijk ingrijpen of op natuurlijke wijze vaak geheel of gedeeltelijk verland. De hanken en strangen in uiterwaarden van rivieren zijn er overblijfselen van.

## Rivieren
Door het sterk meanderende karakter van laaglandrivieren en door overstromingen ontstonden er oorspronkelijk langs deze stromen steeds nieuwe nevengeulen en groeiden andere weer dicht. Waar door de mens door bedijking en kanalisatie wordt ingegrepen om de loop van een rivier te beïnvloeden zal dit niet meer, of veel minder, plaatsvinden.
Nevengeulen bepalen voor een groot deel het natuurlijke karakter van een rivier en zijn van grote invloed op de diversiteit aan planten en dieren. Door de geringere diepte en lagere stroomsnelheid, de wisselende oevers en zandbanken, is er onder andere meer ruimte voor op de bodem levende organismen. Een nevengeul daardoor een belangrijke schakel in het rivier-ecosysteem.
De aanleg van nieuwe nevengeulen is in Europa sinds eind twintigste eeuw op een aantal plaatsen noodzakelijk gebleken om de capaciteit van de rivieren te vergroten. Zand en klei dat hierbij vrijkomt gebruikt men vaak bij de versterking van dijken. De natuur langs een rivier kan ervan mee profiteren als de aanleg gekoppeld wordt aan natuurontwikkelingsprojecten. Bij de aanleg van extra waterafvoerende capaciteit onderscheidt men meestromende nevengeulen en hoogwatergeulen. Vooral de laatste zijn bedoeld om extreem hoge waterstanden beheersbaar te houden.

## Beken
Voor beken geldt ongeveer hetzelfde als voor rivieren. De rond het midden van de twintigste eeuw ver doorgevoerde kanalisatie wordt op steeds meer plaatsen ongedaan gemaakt. De bedoeling is om neerslag langer vast te houden in de regio waar het gevallen is. Dit gaat verdroging tegen en voorkomt dat de afvoerende waterlopen een te groot aanbod van water in een keer moeten verwerken. Ook beken krijgen meer ruimte door de aanleg van nevenlopen, meanderende bochten, geleidelijk aflopende oevers en retentiegebieden. Deze ingrepen zijn gunstig voor van het water afhankelijke ecosystemen.